# Albrechtswarte

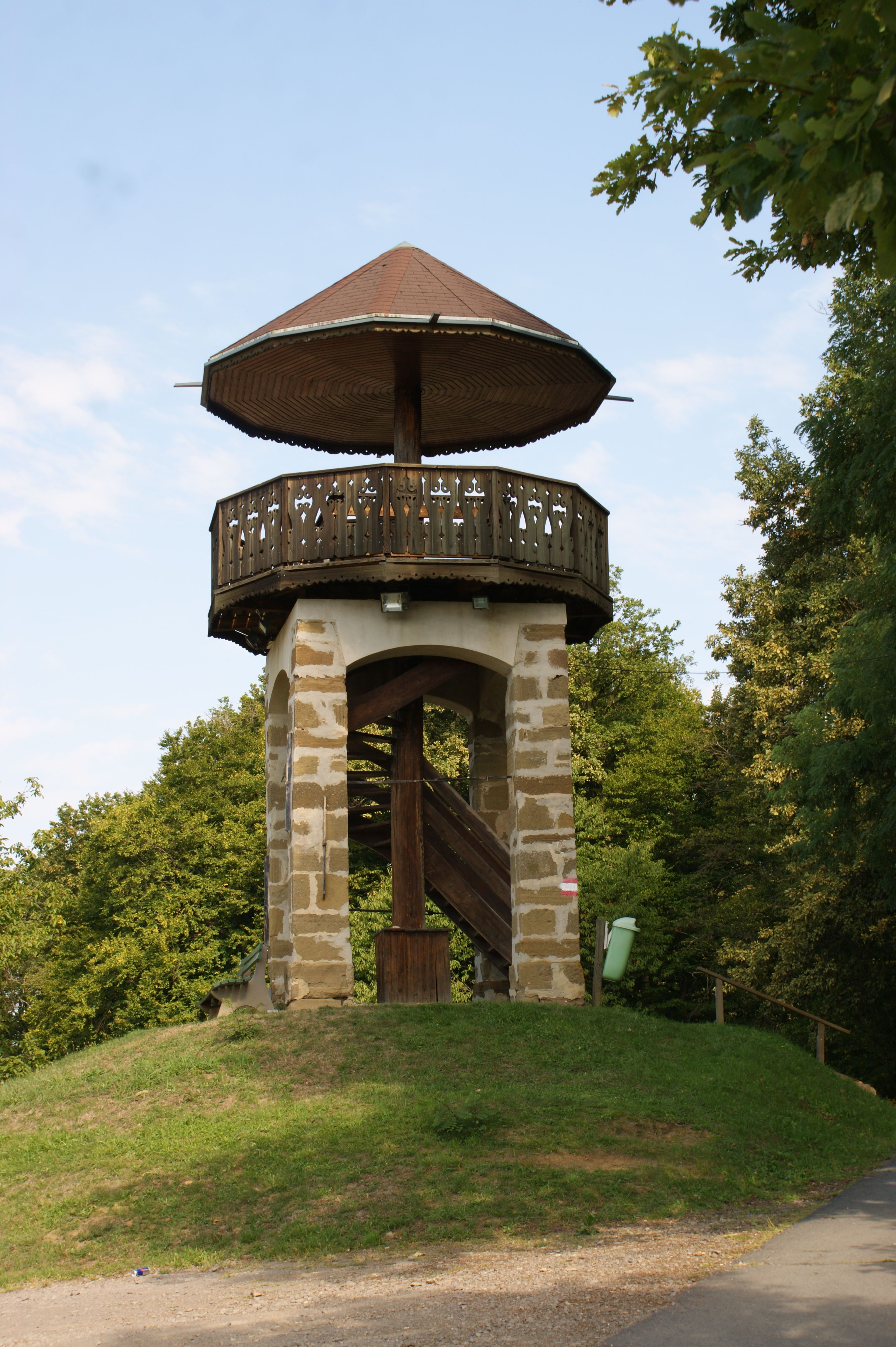
Aussichtsturm im September 2021

Albrechtswarte (auch: Parapluie) ist der Name eines denkmalgeschützten Aussichtsturmes auf dem höchsten Punkt des Röhrlkogels (Albrechtshöhe) am Parapluieweg in Bairisch Kölldorf in der Steiermark.

## Baugeschichte
Die Albrechtswarte wurde 1840 erbaut (390 m ü. A.). Die Baupläne soll Ludwig von Weldens ausgearbeitet haben.
Die Aussichtswarte wurde vom Gleichenberger und Johannisbrunnen Aktienverein erbaut. 1882 erfolgte die erste Renovierung (Jahreszahl an einem der gemauerten Pfeiler). In früherer Zeit hatte hier ein Wächter Dienst, welcher ein Fremdenbuch und den „Tubus“ (Fernrohr) beaufsichtigte. Eine bei der Warte befindliche und bis ins Tal sichtbare weißgrüne Fahne zeigte „reine Aussicht“ an. Bei schlechter Sicht wurde die Fahne eingezogen.
Die Albrechtswarte wird nun auch „Edelweißwarte“ genannt und wurde von der Kameradschaft vom Edelweiß aus Bad Gleichenberg 1984 wieder hergerichtet. 2000 wurden weitere Renovierungsarbeiten durchgeführt und diese Warte dann 2001 feierlich gesegnet. Die Kosten wurden von den Gemeinden Bad Gleichenberg und Bairisch Kölldorf getragen.

## Aufbau und Funktion
Bei der etwa sechs Meter (Plattform) hohen Albrechtswarte handelt es sich um einen offenen, gemauerten Turm mit Holzaufbau und gewendelter Holzstiege, der durch eine schirmähnliche Konstruktion überdacht ist. Daher leitet sich auch sein zweiter Name Parapluie ab (franz.: parapluie für (Regen)Schirm).
Seine einzige Funktion ist es, dem Besucher vom Röhrlkogel einen  bessere Aussicht zu ermöglichen.

## Osterkreuz
Etwa 25 Meter östlich der Albrechtswarte steht ein Osterkreuz. Solch ein Osterkeuz soll bereits 1929 in der Nähe der Albrechtshöhe bestanden haben. Das heutige Osterkreuz mit den Motiven „Osterhase“, „Kelch“ und „Kreuz“ soll mit 25 Meter Höhe das größte Österreichs sein.